# TORQUE G06
TORQUE G06（トルク ジーゼロロク）は、京セラによって日本国内向けに開発された、auブランドを展開するKDDIおよび沖縄セルラー電話の第5世代移動通信システム（au 5G）対応スマートフォンである。製造型番はKYG03（ケーワイジー ゼロサン）。

## 沿革
- 2023年10月19日 - 全国にて一斉発売開始。

## アップデート・不具合など
2023年10月24日のアップデート
ビルド番号：1.010RI
- Action Overlayの距離表示が実際の移動距離より大きくなる事象の改善
- セキュリティ機能の改善

2023年12月7日のアップデート
ビルド番号：1.021RI
- 音楽再生アプリや日本語キーボードなど各種アプリが停止する場合がある事象の改善
- カメラアプリの起動ができない場合がある事象の改善
- セキュリティ機能の改善

2024年1月22日のアップデート
ビルド番号：1.030RI
- セキュリティ機能の改善

2024年2月29日のアップデート
ビルド番号：1.040RI
- セキュリティ機能の改善

2024年3月27日のOSアップデート
ビルド番号：3.050RI
- Android 14へOSアップデート

2024年6月6日のアップデート
ビルド番号：3.061RI
- セキュリティ機能の改善

2024年7月9日のアップデート
ビルド番号：3.070RI
- セキュリティ機能の改善

2024年9月19日のアップデート
ビルド番号：3.080RI
- セキュリティ機能の改善

2024年11月6日のアップデート
ビルド番号：3.090RI
- セキュリティ機能の改善

2024年12月12日のアップデート
ビルド番号：3.100RI
- セキュリティ機能の改善

2025年2月25日のアップデート
ビルド番号：3.111RI
- セキュリティ機能の改善

2025年4月7日のOSアップデート
ビルド番号：5.121RI
- Android 15へOSアップデート